# Kessler + Luch
Kessler + Luch war ein Industrieunternehmen und später Ingenieurdienstleister aus Gießen.

## Geschichte
Das Unternehmen wurde im Jahr 1948 in Gießen gegründet und nach dem Tod des Unternehmensgründers Ernst Keßler im Jahr 1974 an die Steag in Essen verkauft. In den folgenden Jahren beschäftigte das Unternehmen Kessler + Luch zeitweise bundesweit über 1000 Mitarbeiter, verteilt auf 16 Niederlassungen. Spezialgebiete waren die Lufttechnik für den Produktschutz, insbesondere die Reinraum- und die Lufttechnik für den Arbeits- und Umweltschutz.
Mit Wirkung vom 1. August 2000 wurde das Unternehmen eine Tochtergesellschaft der Thyssen-Krupp AG und mit vier weiteren Unternehmen zur ThyssenKrupp HiServ verschmolzen. Zum damaligen Zeitpunkt beschäftigte Kessler + Luch 740 Mitarbeiter und erwirtschaftete einen Jahresumsatz von 285 Millionen DM. Mit Wirkung vom 1. Oktober 2004 wurde die ThyssenKrupp HiServ an die Wisag veräußert, wobei die Firmierung in HiServ Gebäudedienstleistungen GmbH geändert wurde.
Zu Kessler + Luch gehörte ab 1970 auch eine Forschungs- und Entwicklungsabteilung mit Sitz in Gießen. Die Aufgabe dieser zentralen Abteilung war es, die Niederlassungen durch Forschungen und Neuentwicklungen zu unterstützen. Vom 1. Januar 2007 wurde diese ehemalige Abteilung mit 15 Mitarbeitern als Kessler + Luch Entwicklungs- und Ingenieurgesellschaft mbH & Co. KG innerhalb des Wisag-Konzerns eigenständig geführt. Schwerpunkte der Arbeit waren Industrielufttechnik, Lüftungs- und Klimatechnik für Nichtwohngebäude, Entrauchung von Gebäuden, Reinraumtechnik, Strömungssimulation und Hygieneinspektion von Lüftungs- und Trinkwasseranlagen. Kessler + Luch ist Patenthalter der Wirbelhaube. Zum 1. Januar 2024 Wurde die Firmierung Kessler + Luch aufgegeben und der Geschäftsbetrieb vollständig an die Wisag Gebäude- und Industrieservice Hessen GmbH & Co. KG übertragen.